# Chaves (Portugal)
Chaves ist eine Stadt in Portugal und die zweitgrößte Stadt im Distrikt Vila Real. Die Stadt liegt zwölf Kilometer südlich der spanischen Grenze und 22 Kilometer südlich von Verín. Vila Real ist in 60 km südlicher Entfernung über die Nationalstraße 02 zu erreichen.

## Geschichte

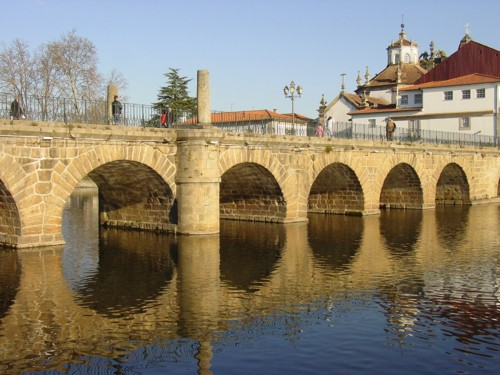
Römische Brücke von Chaves

Die Stadt ist von historischer und strategischer Bedeutung. In Frühzeiten war hier eine wichtige römische Garnison eingerichtet. In der Stadt, die den römischen Namen Aquae Flaviae trug, war Hydatius im 5. Jh. Bischof. Später hieß die Stadt Aquae Calidae. Der heutige Name Chaves leitet sich von Lhavie ab, das auf den ursprünglichen Namenszusatz Flaviae zurückgeht. Während der Napoleonischen Invasion im frühen 19. Jahrhundert war Chaves ein bedeutsames Widerstandsnest. Chaves taucht in der Kriegsgeschichte zweimal als Schlachtenort auf: Die Schlacht von Chaves gegen die französischen Truppen 1807 und der Angriff der Royalisten von 1912.
Chaves war bereits frühzeitig befestigt. Eine mittelalterliche Burg und die Ruinen zweier Festungen, Forte São Francisco und Forte São Neutel, aus dem 17. Jahrhundert krönen die Stadt. Die römische Brücke über den Tâmega mit ihren Steinbögen steht noch immer und gehört zu den bedeutendsten Sehenswürdigkeiten der Stadt. Die Thermalquellen von Chaves sind seit römischen Zeiten bekannt und noch heute ist Chaves ein Wasserkurort.
1929 wurde Chaves zur Stadt erhoben.

## Wirtschaft
Landwirtschaft und Dienstleistungen sind die Haupterwerbszweige der Region. Das Gebiet des Tâmegatal, bekannt als das Veigatal, ist sehr fruchtbar. Kartoffeln, Mais und Gemüse werden angebaut. Mehrere Steinbrüche liegen in der Gegend, ebenso wie Mineralwasserbrunnen in der Nähe von Vidago.
Zahlreiche Einwohner des Gebiets sind in das nördlichere Europa, insbesondere nach Frankreich, ausgewandert. Im August kehren die Emigranten in ihre Dörfer und Städte zurück, sodass sich die Einwohnerzahl von Chaves verdoppelt.

## Verwaltung

### Kreis
Chaves ist Sitz eines gleichnamigen Kreises, der im Norden an Spanien grenzt. Die Nachbarkreise sind (im Uhrzeigersinn im Norden beginnend): Vinhais, Valpaços, Vila Pouca de Aguiar, Boticas und Montalegre.
Mit der Gebietsreform im September 2013 wurden mehrere Gemeinden zu neuen Gemeinden zusammengefasst, sodass sich die Zahl der Gemeinden von zuvor 51 auf 39 verringerte.
Die folgenden Gemeinden (freguesias) liegen im Kreis Chaves:

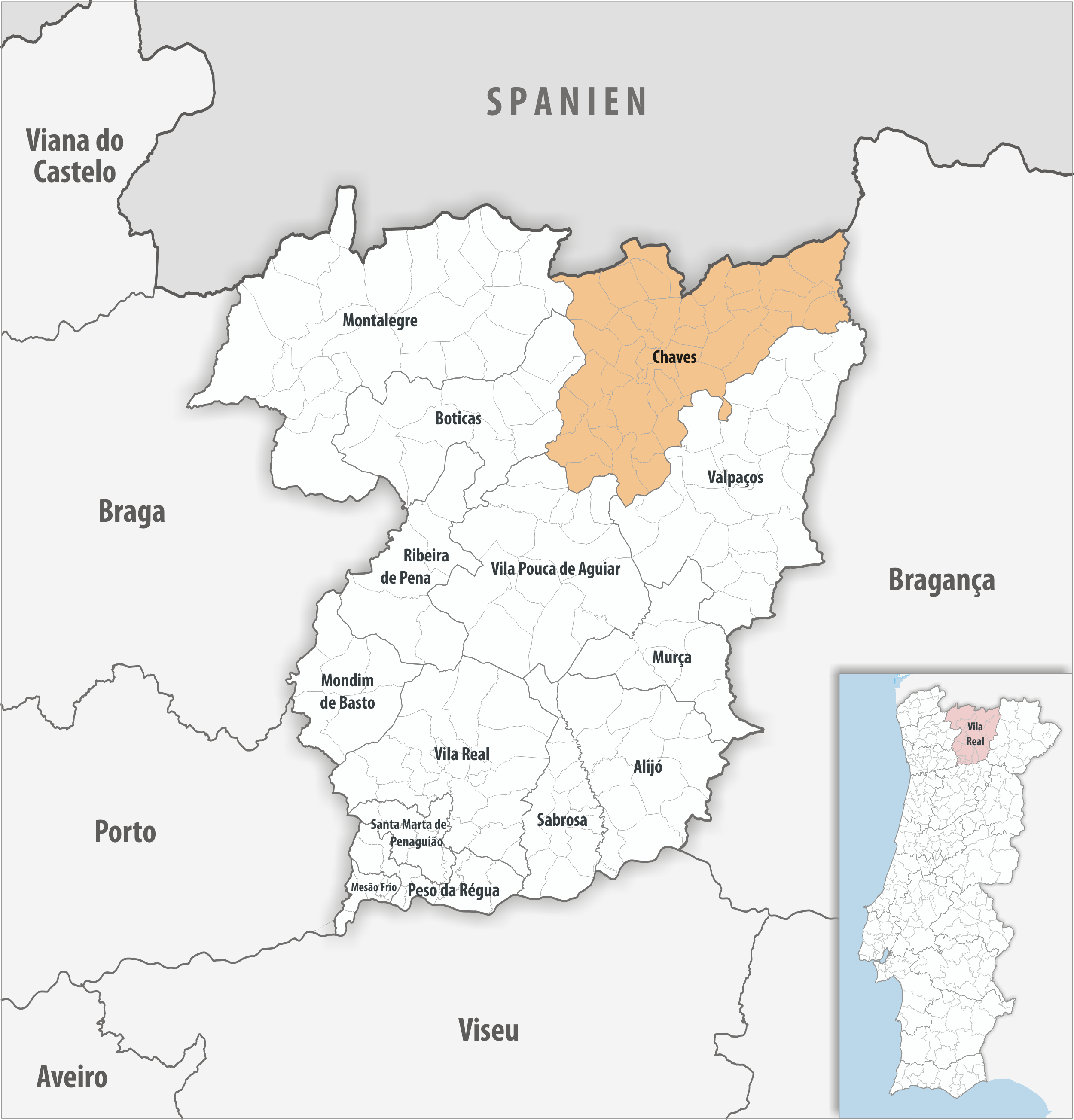
Kreis Chaves

| Gemeinde                               | Einwohner (2021) | Fläche km² | Dichte Einw./km² | LAU- Code |
| -------------------------------------- | ---------------- | ---------- | ---------------- | --------- |
| Águas Frias                            | 607              | 28,78      | 21               | 170301    |
| Anelhe                                 | 444              | 12,49      | 36               | 170302    |
| Bustelo                                | 449              | 9,35       | 48               | 170305    |
| Calvão e Soutelinho da Raia            | 431              | 28,36      | 15               | 170356    |
| Cimo de Vila da Castanheira            | 338              | 16,42      | 21               | 170309    |
| Curalha                                | 416              | 7,82       | 53               | 170310    |
| Eiras, São Julião de Montenegro e Cela | 850              | 22,79      | 37               | 170355    |
| Ervededo                               | 595              | 20,21      | 29               | 170312    |
| Faiões                                 | 831              | 8,09       | 103              | 170313    |
| Lama de Arcos                          | 291              | 13,69      | 21               | 170314    |
| Loivos e Póvoa de Agrações             | 586              | 19,01      | 31               | 170357    |
| Madalena e Samaiões                    | 2.416            | 13,99      | 173              | 170354    |
| Mairos                                 | 271              | 11,67      | 23               | 170316    |
| Moreiras                               | 216              | 9,23       | 23               | 170317    |
| Nogueira da Montanha                   | 461              | 16,67      | 28               | 170318    |
| Oura                                   | 515              | 14,51      | 35               | 170320    |
| Outeiro Seco                           | 849              | 15,21      | 56               | 170321    |
| Paradela                               | 216              | 8,22       | 26               | 170322    |
| Planalto de Monforte                   | 260              | 18,98      | 14               | 170353    |
| Redondelo                              | 455              | 18,71      | 24               | 170324    |
| Sanfins                                | 200              | 17,69      | 11               | 170327    |
| Santa Cruz/Trindade e Sanjurge         | 3.381            | 13,38      | 253              | 170358    |
| Santa Leocádia                         | 254              | 13,10      | 19               | 170329    |
| Santa Maria Maior                      | 11.408           | 5,63       | 2.026            | 170350    |
| Santo António de Monforte              | 397              | 11,78      | 34               | 170330    |
| Santo Estêvão                          | 543              | 8,67       | 63               | 170331    |
| São Pedro de Agostém                   | 1.323            | 26,70      | 50               | 170333    |
| São Vicente                            | 185              | 31,26      | 6                | 170334    |
| Soutelo e Seara Velha                  | 461              | 18,12      | 25               | 170359    |
| Travancas e Roriz                      | 454              | 21,86      | 21               | 170360    |
| Tronco                                 | 202              | 8,54       | 24               | 170340    |
| Vale de Anta                           | 1.625            | 10,18      | 160              | 170341    |
| Vidago                                 | 1.728            | 24,57      | 70               | 170361    |
| Vila Verde da Raia                     | 815              | 9,77       | 83               | 170343    |
| Vilar de Nantes                        | 1.898            | 7,28       | 261              | 170344    |
| Vilarelho da Raia                      | 464              | 18,03      | 26               | 170345    |
| Vilas Boas                             | 164              | 6,86       | 24               | 170347    |
| Vilela do Tâmega                       | 353              | 9,61       | 37               | 170349    |
| Vilela Seca                            | 238              | 14,01      | 17               | 170348    |
| Kreis Chaves                           | 37.590           | 591,24     | 64               | 1703      |

### Städtepartnerschaften
- Mosambik: Nampula (seit 2000)
- Guinea-Bissau: Bafatá (seit 2001)
- Luxemburg: Differdingen (seit 2003)
- Frankreich: Talence (seit 2005)[5]

### Einwohnerentwicklung
| Einwohnerzahl im Kreis Chaves (1801–2011) | Einwohnerzahl im Kreis Chaves (1801–2011) | Einwohnerzahl im Kreis Chaves (1801–2011) | Einwohnerzahl im Kreis Chaves (1801–2011) | Einwohnerzahl im Kreis Chaves (1801–2011) | Einwohnerzahl im Kreis Chaves (1801–2011) | Einwohnerzahl im Kreis Chaves (1801–2011) | Einwohnerzahl im Kreis Chaves (1801–2011) | Einwohnerzahl im Kreis Chaves (1801–2011) | Einwohnerzahl im Kreis Chaves (1801–2011) |
| ----------------------------------------- | ----------------------------------------- | ----------------------------------------- | ----------------------------------------- | ----------------------------------------- | ----------------------------------------- | ----------------------------------------- | ----------------------------------------- | ----------------------------------------- | ----------------------------------------- |
| 1801                                      | 1849                                      | 1864                                      | 1900                                      | 1930                                      | 1960                                      | 1981                                      | 1991                                      | 2001                                      | 2011                                      |
| 31.651                                    | 17.356                                    | 31.815                                    | 36.781                                    | 40.702                                    | 57.243                                    | 45.883                                    | 40.940                                    | 43.667                                    | 41.444                                    |

## Söhne und Töchter der Stadt
- Antonio Martins de Chaves (um 1390–1447), Geistlicher und Diplomat
- José Celestino da Silva (1849–1911), Offizier und Kolonialverwalter, 1894–1908 Gouverneur Portugiesisch-Timors
- Manuel Maria Coelho (1857–1943), Offizier, Politiker und Premierminister der Ersten Republik
- António Joaquim Granjo (1881–1921), Rechtsanwalt und Politiker
- José Luís Fontoura de Sequeira (* 1905), Offizier und Kolonialverwalter
- Francisco da Costa Gomes (1914–2001), Marschall und Präsident von Portugal
- Nadir Afonso (1920–2013), Maler und Architekt
- Carlos Vieira Reis (* 1935), Arzt und Autor
- Fernando Pascoal das Neves, (genannt: Pavão) (1947–1973), Fußballspieler
- Fernando Pereira (1950–1985), Fotograf und Greenpeace-Aktivist
- Rodrigo da Costa (* 1978), Raumfahrtingenieur, seit 2020 Leiter der Agentur der Europäischen Union für das Weltraumprogramm
- João Alves (* 1980), Fußballspieler
- Alexandra Silva (* 1984), Informatikerin und Mathematikerin
- Pedro Gonçalves (* 1998), Fußballspieler

## Kultur
Das Museu Nacional Ferroviário unterhält eine Außenstelle in der Stadt.

## Sport
Die Stadt beheimatet den Fußballverein GD Chaves, der aktuell in der Primeira Liga spielt.

## Kulinarische Spezialitäten

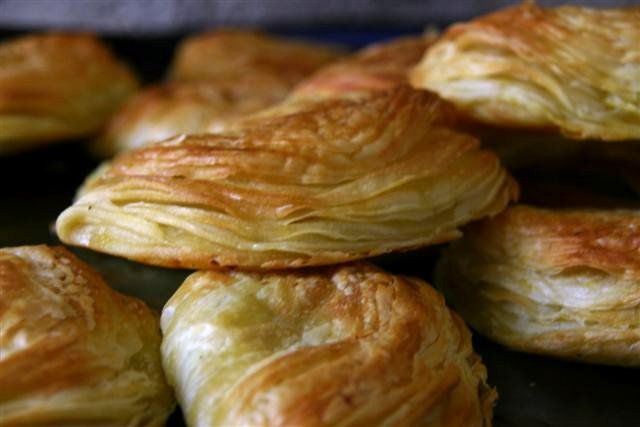
Pastel de Chaves (Blätterteigkrapfen mit Fleischfüllung)
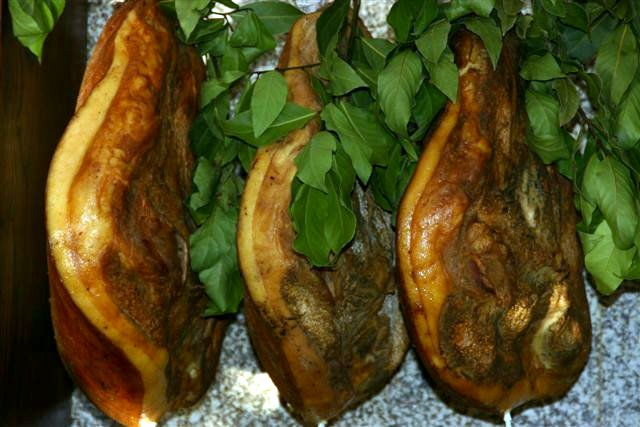
Presunto de Chaves (Schinken)
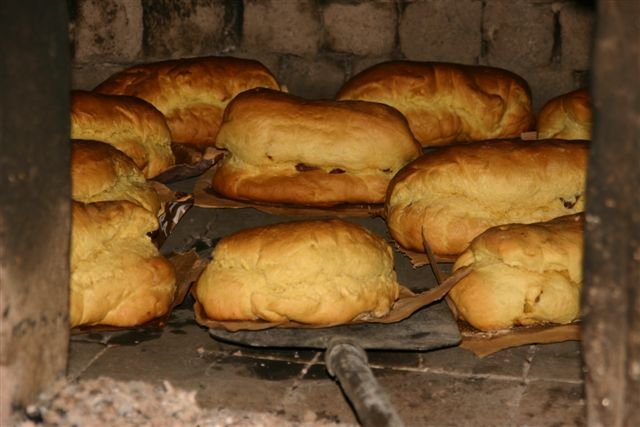
Folar de Chaves (Brot mit Schinken gespickt)
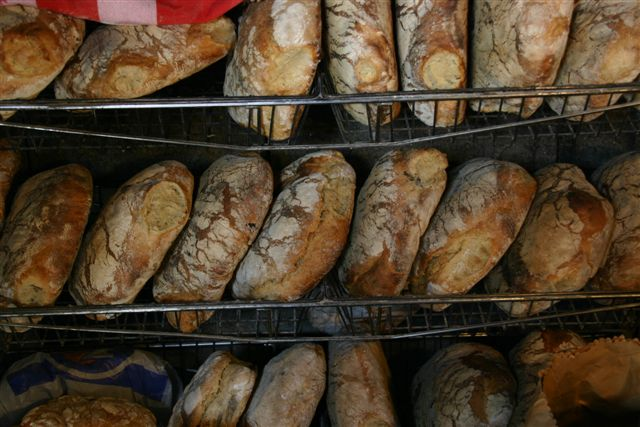
Pão de Chaves (Brot)